# Concorso pianistico internazionale Fryderyk Chopin

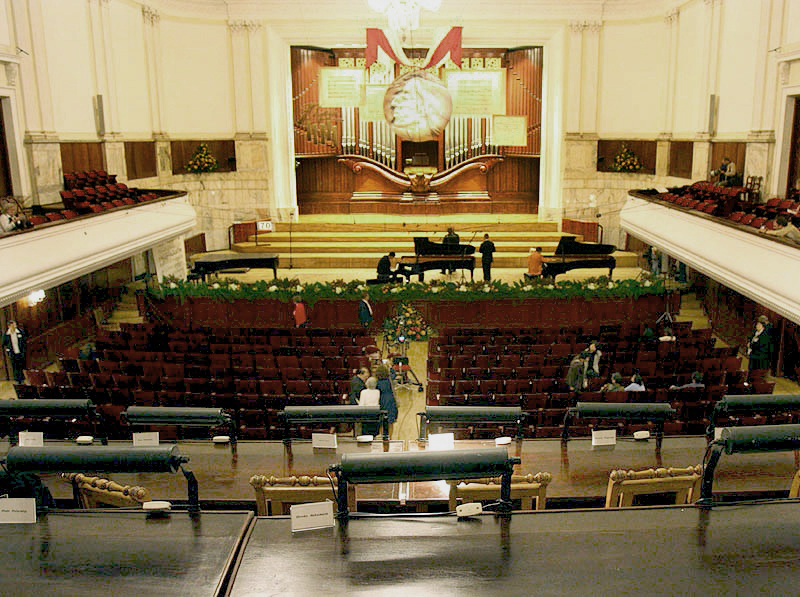
La Filarmonia Narodowa, sede del concorso durante la 15ª edizione del concorso, ottobre 2005.

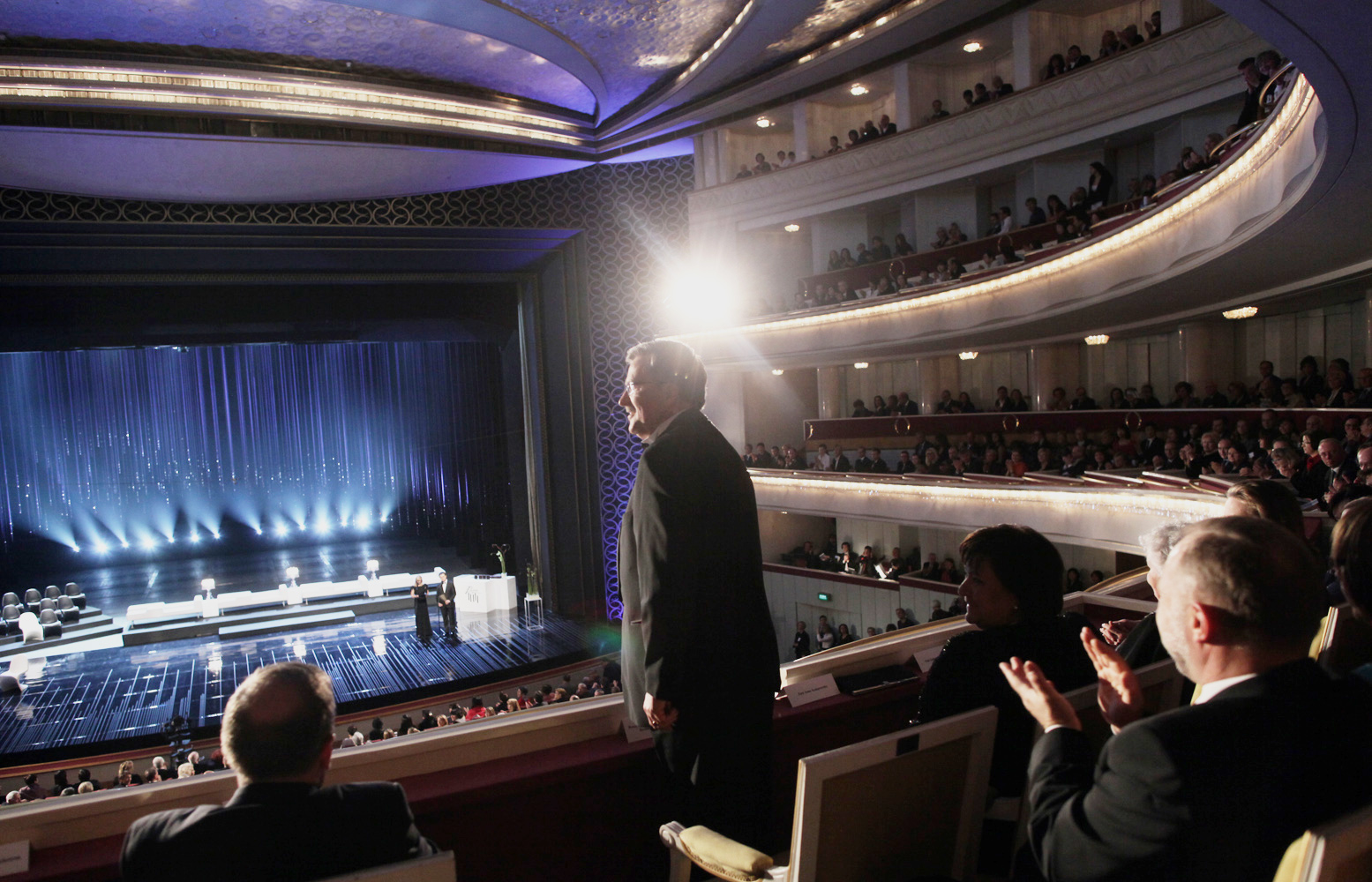
Il presidente polacco Bronislaw Komorowski al concerto dei vincitori, ottobre 2010

Il concorso pianistico internazionale Fryderyk Chopin di Varsavia (in lingua polacca: Międzynarodowy Konkurs Pianistyczny im. Fryderyka Chopina) è una delle più antiche e prestigiose competizioni pianistiche internazionali, ed è interamente dedicato alla musica del grande compositore polacco.
La manifestazione nasce nel 1927 e si tiene ogni cinque anni dal 1955, e fu ideato da Jerzy Żurawlew (1887-1980).
Le successive edizioni furono organizzate nel 1932 e nel 1937; la quarta e la quinta edizione del dopoguerra furono tenute nel 1949 e nel 1955. Nel 1957 la competizione divenne uno dei membri fondatori della Federazione mondiale dei concorsi internazionali di musica a Ginevra.
Il concorso è organizzato dall'Istituto Fryderyk Chopin di Varsavia.
Oltre ai sei vincitori, vengono assegnati quattro premi speciali:
- premio speciale per la miglior esecuzione di una mazurka, assegnato dalla Radio polacca dal 1927;
- premio speciale per la migliore esecuzione di una polacca, assegnato dalla "Fondazione polacca Chopin" dal 1960;
- premio speciale per la migliore esecuzione di un concerto, assegnato dai Filarmonici di Varsavia dal 1980;
- premio speciale per la migliore esecuzione di una sonata, assegnato da Krystian Zimerman.

## Giuria
Ogni cinque anni la giuria del concorso si compone di pianisti di fama mondiale, musicisti e famosi esponenti della cultura polacca. Sono stati presidenti della giuria Arthur Rubinstein, Jan Ekier e Andrzej Jasiński e tradizionalmente questo ruolo è ricoperto da un musicista polacco:
- Witold Maliszewski, compositore (1927)
- Adam Wieniawski, compositore (1932 e 1937)
- Zbigniew Drzewiecki, pianista e insegnante (1949, 1955, 1960, 1965)
- Kazimierz Sikorski, compositore (1970 e 1975)
- Kazimierz Kord, direttore d'orchestra (1980)
- Jan Ekier, pianista e insegnante (1985, 1990, 1995)
- Andrzej Jasiński, pianista e insegnante (2000, 2005, 2010)

Membri del passato della giuria hanno incluso nomi come Martha Argerich, Vladimir Ashkenazy, Stefan Askenase, Wilhelm Backhaus, Paul Badura-Skoda, Nadia Boulanger, Dang Thai Son, Bella Davidovich, Philippe Entremont, Fou Ts'ong, Nelson Freire, Vera Gornostayeva, Arthur Hedley, Mieczysław Horszowski, Vladimir Krainev, Marguerite Long, Lazare Lévy, Nikita Magaloff, Arturo Benedetti Michelangeli, Heinrich Neuhaus, Vlado Perlemuter, Maurice Ravel, Arthur Rubinstein, Emil von Sauer, Magda Tagliaferro, Rodolfo Caporali e molti illustri pianisti polacchi, insegnanti, direttori d'orchestra, nonché compositori (ad esempio Karol Szymanowski, Witold Lutosławski e Lidia Grychtołówna).

## Caso Pogorelić

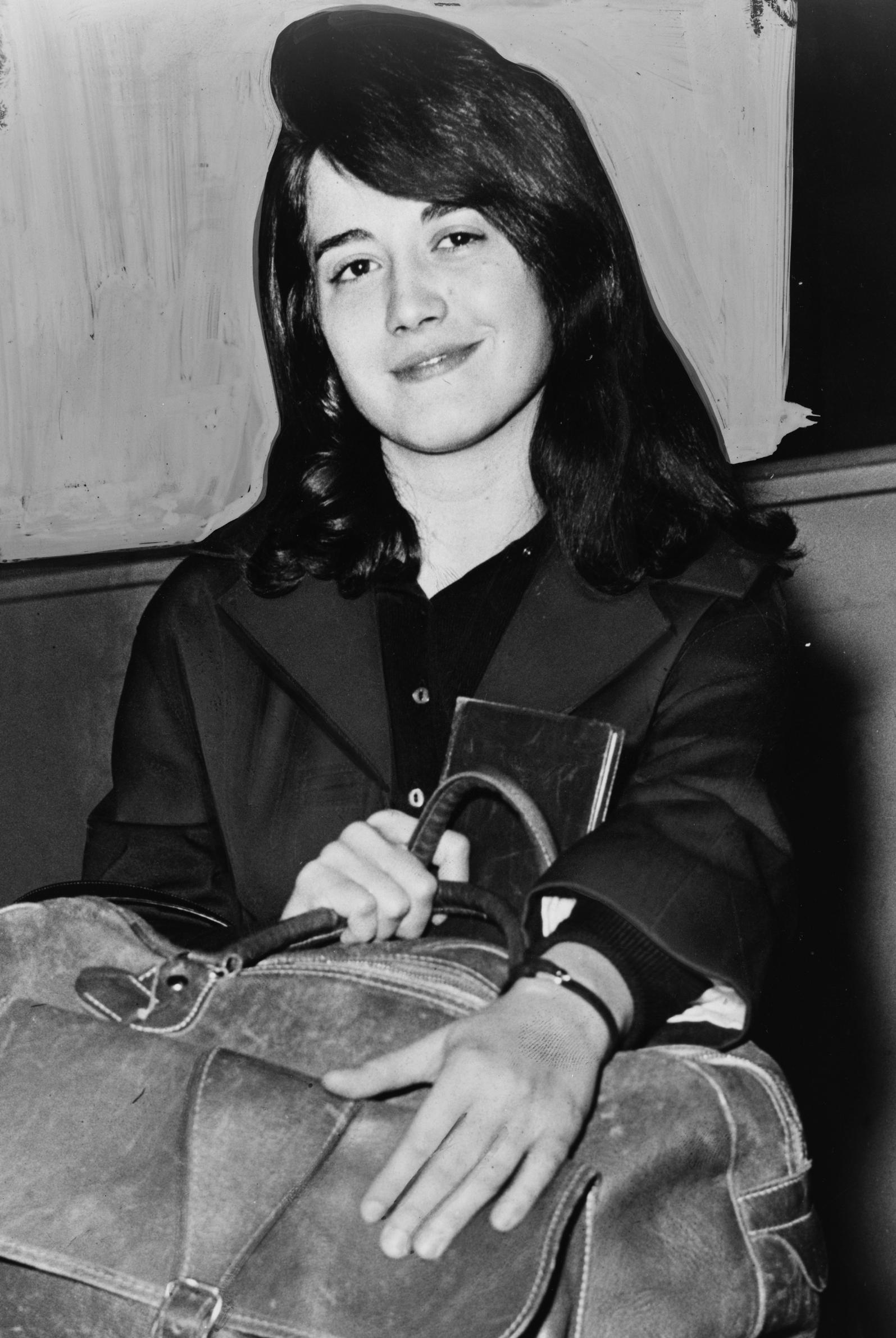
Martha Argerich

La decima edizione del concorso, svoltasi nel 1980, ha visto accese discussioni tra i membri della giuria per le divergenze di opinione su un concorrente, il ventiduenne Ivo Pogorelić, e sul suo stile di interpretazione e di comportamento sul palco, apertamente provocatorio. La giuria si divise in due fazioni: una considerava il modo di suonare del pianista croato inaccettabile, l'altra, di cui facevano parte Martha Argerich, Nikita Magaloff e Paul Badura-Skoda, accettava le novità portate da Pogorelić. Quando il croato non riuscì ad arrivare alla fase finale della competizione, Martha Argerich abbandonò ostentatamente la giuria, dichiarando di essersi vergognata di aver preso parte al processo di valutazione. Pochi giorni prima anche Louis Kentner si era dimesso dal suo incarico di giurato a causa delle proteste della Argerich.

## Vincitori
| Edizione | Anno    | 1º posto                                                                                          | 2º posto                                                                                          | 3º posto                                                                                          | 4º posto                                                                                          | 5º posto                                                                                          | 6º posto                            |
| -------- | ------- | ------------------------------------------------------------------------------------------------- | ------------------------------------------------------------------------------------------------- | ------------------------------------------------------------------------------------------------- | ------------------------------------------------------------------------------------------------- | ------------------------------------------------------------------------------------------------- | ----------------------------------- |
| I        | 1927    | Lev Oborin                                                                                        | Stanisław Szpinalski                                                                              | Róża Etkin                                                                                        | Grigory Ginzburg                                                                                  |                                                                                                   |                                     |
| II       | 1932    | Alexandre Uninsky                                                                                 | Imré Ungár                                                                                        | Bolesław Kon                                                                                      | Abram Lufer                                                                                       | Lajos Kentner                                                                                     | Leonid Sagalov                      |
| III      | 1937    | Yakov Zak                                                                                         | Rosa Tamarkina                                                                                    | Witold Małcużyński                                                                                | Lance Dossor                                                                                      | Agi Jambor                                                                                        | Edith Axenfeld                      |
| -        | 1942    | Il concorso non si è svolto a causa dell'occupazione della Polonia da parte dell'esercito nazista | Il concorso non si è svolto a causa dell'occupazione della Polonia da parte dell'esercito nazista | Il concorso non si è svolto a causa dell'occupazione della Polonia da parte dell'esercito nazista | Il concorso non si è svolto a causa dell'occupazione della Polonia da parte dell'esercito nazista | Il concorso non si è svolto a causa dell'occupazione della Polonia da parte dell'esercito nazista |                                     |
| IV       | 1949    | Bella Davidovich Halina Czerny-Stefańska (ex-a.)                                                  | Barbara Hesse-Bukowska                                                                            | Waldemar Maciszewski                                                                              | Georgy Muravlov                                                                                   | Władysław Kędra                                                                                   | Ryszard Bakst                       |
| V        | 1955    | Adam Harasiewicz                                                                                  | Vladimir Ashkenazy                                                                                | Fou Ts'ong                                                                                        | Bernard Ringeissen                                                                                | Naum Shtarkman                                                                                    | Dmitry Paperno                      |
| VI       | 1960    | Maurizio Pollini                                                                                  | Irina Zaritskaya                                                                                  | Tanya Achot-Harutunian                                                                            | Li Min-Chan                                                                                       | Zinaida Ignatyeva                                                                                 | Valeri Kastelsky                    |
| VII      | 1965    | Martha Argerich                                                                                   | Arthur Moreira-Lima                                                                               | Marta Sosińska                                                                                    | Hiroko Nakamura                                                                                   | Edward Auer                                                                                       | Elzbieta Glabówna                   |
| VIII     | 1970    | Garrick Ohlsson                                                                                   | Mitsuko Uchida                                                                                    | Piotr Paleczny                                                                                    | Eugene Indjic                                                                                     | Natalya Gavrilova                                                                                 | Janusz Olejniczak                   |
| IX       | 1975    | Krystian Zimerman                                                                                 | Dina Joffe                                                                                        | Tatyana Fedkina                                                                                   | Pavel Gililov                                                                                     | Dean Kramer                                                                                       | Diana Kacso                         |
| X        | 1980    | Dang Thai Son                                                                                     | Tatyana Shebanova                                                                                 | Arutyun Papazyan                                                                                  | Non assegnato                                                                                     | Akiko Ebi Ewa Poblocka (ex-a.)                                                                    | Eric Berchot Irina Pietrova (ex-a.) |
| XI       | 1985    | Stanislav Bunin                                                                                   | Marc Laforet                                                                                      | Krzysztof Jabłoński                                                                               | Michie Koyama                                                                                     | Jean-Marc Luisada                                                                                 | Tatyana Pikayzen                    |
| XII      | 1990    | Non assegnato                                                                                     | Kevin Kenner                                                                                      | Yukio Yokoyama                                                                                    | Corrado Rollero Margarita Shevchenko (ex-a.)                                                      | Anna Malikova Takako Takahashi (ex-a.)                                                            | Caroline Sageman                    |
| XIII     | 1995    | Non assegnato                                                                                     | Philippe Giusiano Aleksej Sultanov (ex-a.)                                                        | Gabriela Montero                                                                                  | Rem Urasin                                                                                        | Rika Miyatani                                                                                     | Magdalena Lisak                     |
| XIV      | 2000    | Yundi Li                                                                                          | Ingrid Fliter                                                                                     | Alexander Kobrin                                                                                  | Sa Chen                                                                                           | Alberto Nosè                                                                                      | Mika Sato                           |
| XV       | 2005    | Rafał Blechacz                                                                                    | Non assegnato                                                                                     | Dong-Hyek Lim Dong-Min Lim (ex-a.)                                                                | Shohei Sekimoto Takashi Yamamoto (ex-a.)                                                          | Non assegnato                                                                                     | Ka Ling Colleen Lee                 |
| XVI      | 2010    | Yulianna Avdeeva                                                                                  | Lukas Geniušas Ingolf Wunder (ex-a.)                                                              | Daniil Trifonov                                                                                   | Evgeni Bozhanov                                                                                   | François Dumont                                                                                   | non assegnato                       |
| XVII     | 2015    | Seong-Jin Cho                                                                                     | Charles Richard-Hamelin                                                                           | Kate Liu                                                                                          | Eric Lu                                                                                           | Tony Yike Yang                                                                                    | Dmitry Shishkin                     |
| XVIII    | 2021(*) | Bruce Liu                                                                                         | Alexander Gadjiev Kyōhei Sorita (ex-a.)                                                           | Martín García García                                                                              | Aimi Kobayashi Jakub Kuszlik (ex-a.)                                                              | Leonora Armellini                                                                                 | J J Jun Li Bui                      |
| XIX      | 2025    |                                                                                                   |                                                                                                   |                                                                                                   |                                                                                                   |                                                                                                   |                                     |

(*)La XVIII edizione prevista nel 2020 è stata rinviata al 2021 a causa della pandemia COVID-19.. La XIX edizione si terrà nel 2025, quattro anni dopo anziché cinque, tornando così alla periodicità tradizionale.

## Concorso pianistico Chopin per non professionisti
Dal 2009, il concorso pianistico Chopin si svolge anche per i pianisti dilettanti. L'edizione amatoriale del concorso è organizzata dalla Chopin Society di Varsavia. È rivolto agli amanti della musica di tutto il mondo, per i quali suonare il piano è una passione piuttosto che un modo per guadagnarsi da vivere. Nonostante sia molto più giovane di altre importanti competizioni per pianisti dilettanti (ad esempio, il Concorso Pianistico Internazionale per Appassionati straordinari a Parigi), ha già attirato un numero significativo di partecipanti di alto livello.